# 京急久里濱站
京急久里濱站（日语：／ Keikyū Kurihama eki */?）是位於日本神奈川縣橫須賀市久里濱，屬於京濱急行電鐵久里濱線的鐵路車站。車站編號是KK67。

## 年表
- 1942年（昭和17年）12月1日 - 東京急行電鐵（大東急）車站啟用，當時稱為久里濱站。
- 1944年（昭和19年）4月1日 - 為配合鐵道省久里濱站啟用，車站改稱湘南久里濱站。
- 1948年（昭和23年）6月1日 - 成為京濱急行電鐵車站。
- 1963年（昭和38年）11月1日 - 路線延伸至野比站（現YRP野比站）。車站改稱京濱久里濱站。
- 1987年（昭和62年）
  - 4月25日 - 車站大樓「Wing久里濱」開幕。
  - 6月1日 - 車站改稱京急久里濱站[2]。
- 2008年（平成20年）12月10日 - 導入車站音樂。
- 2016年（平成28年）8月10日-9月30日 - 與懶懶熊（リラックマ）合作，站名標改為『京急リラッ久里浜』。

## 車站結構
本站為島式月台2面3線的高架車站，往上行方向為複線，往下行方向為單線。列車主要停靠1號線與4號線，位於中央的2號線與3號線主要由本站起訖列車使用。
車站出入口名義上分為「東口」與「西口」。背對剪票口右側的「西口」，出口分為左邊（南方）與右邊（北方），但沒有無障礙設施。電梯僅設於東口。若要前往JR久里濱站，從西口的「右邊出口」較為便利。

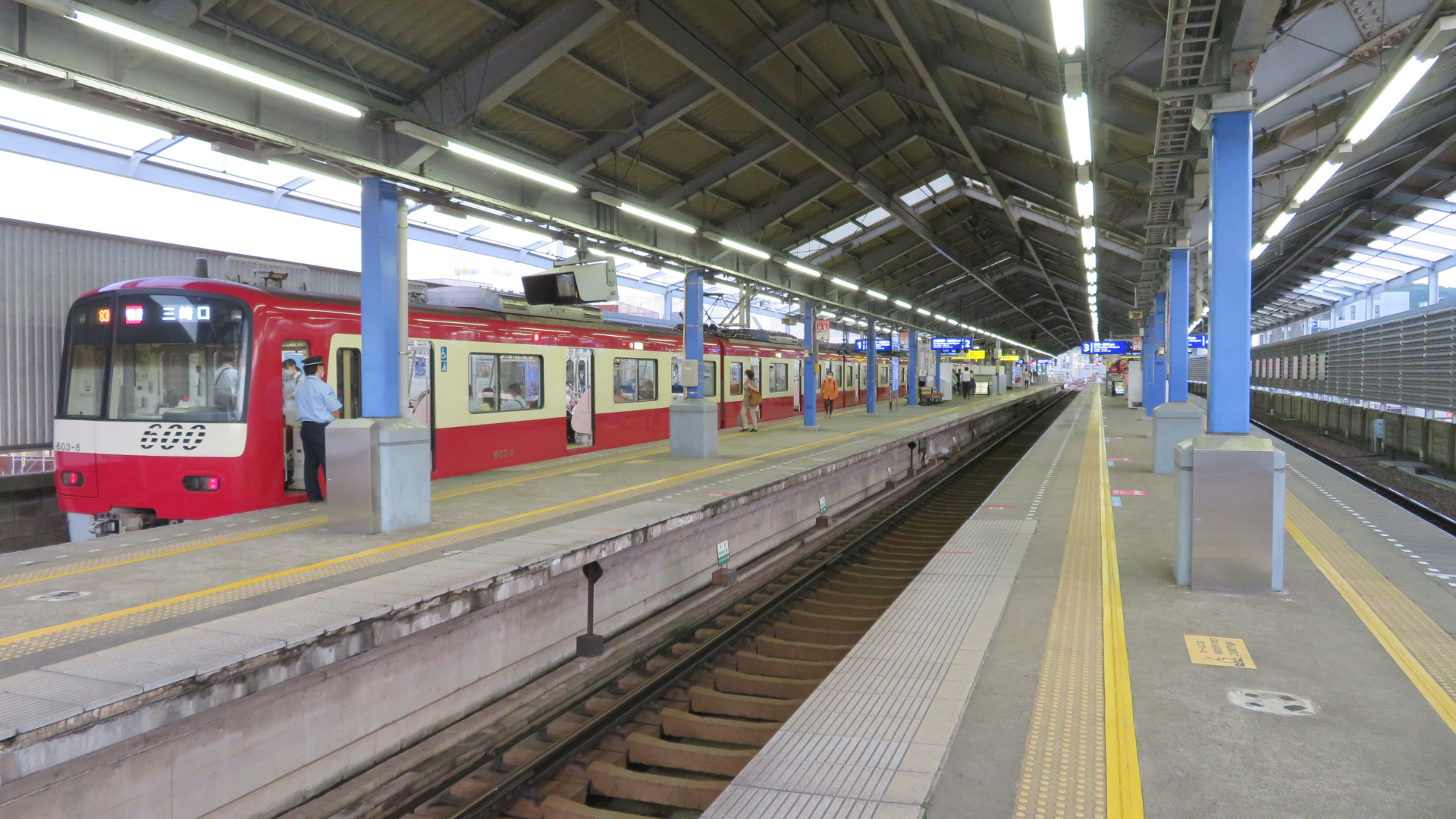
月台（2020年6月）
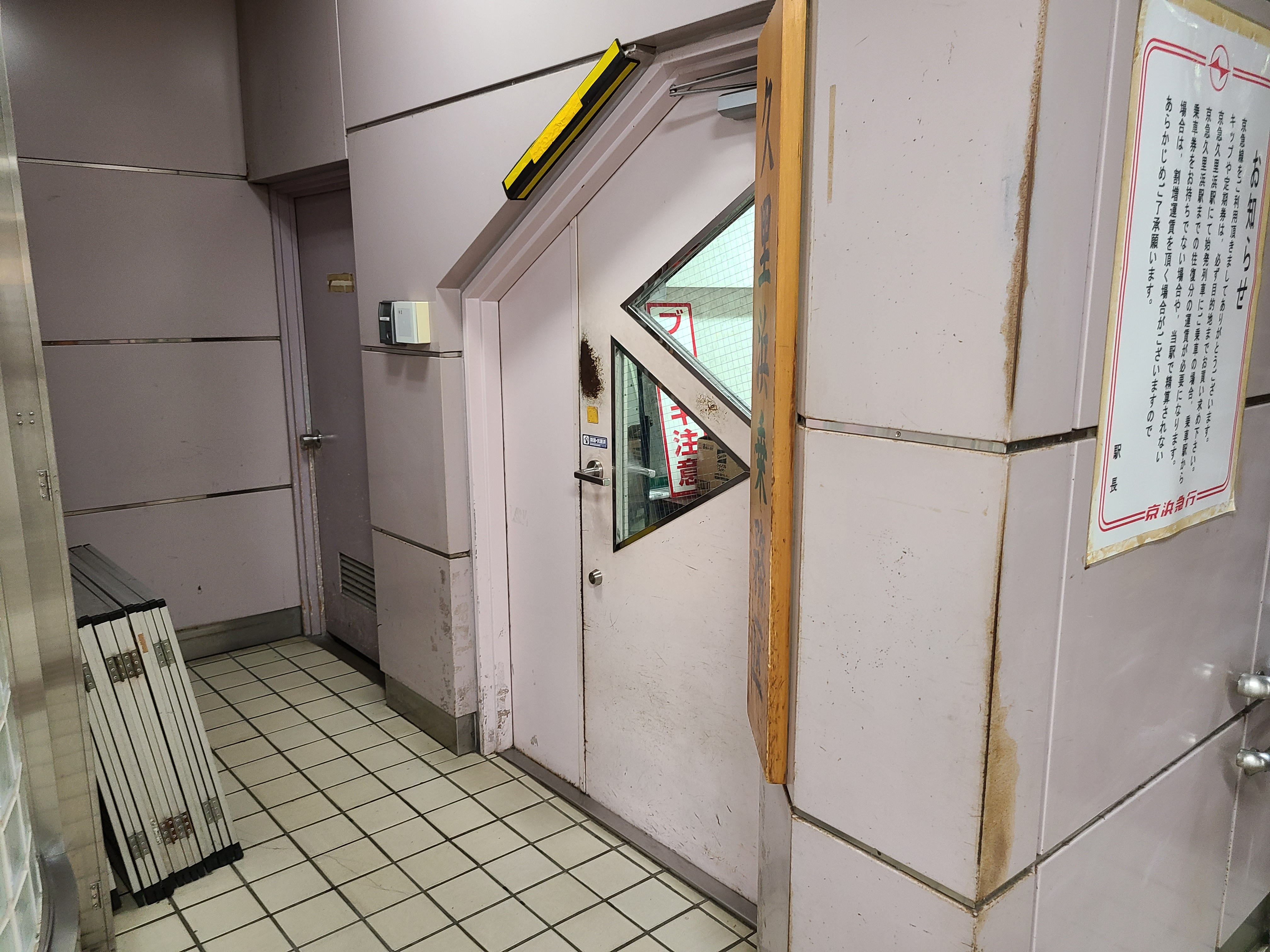
久里濱乘務區 出入口
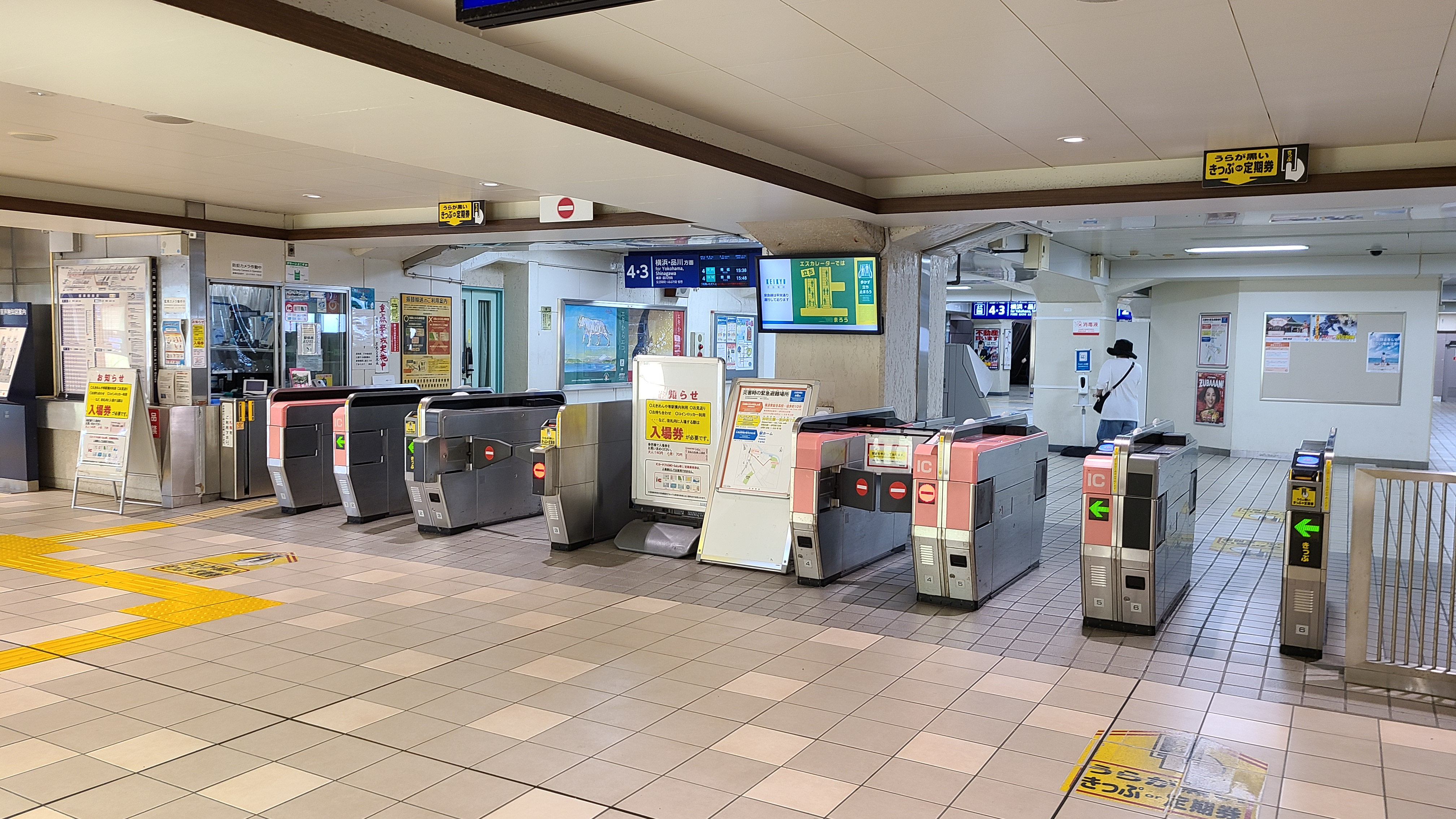
驗票口（2022年8月）
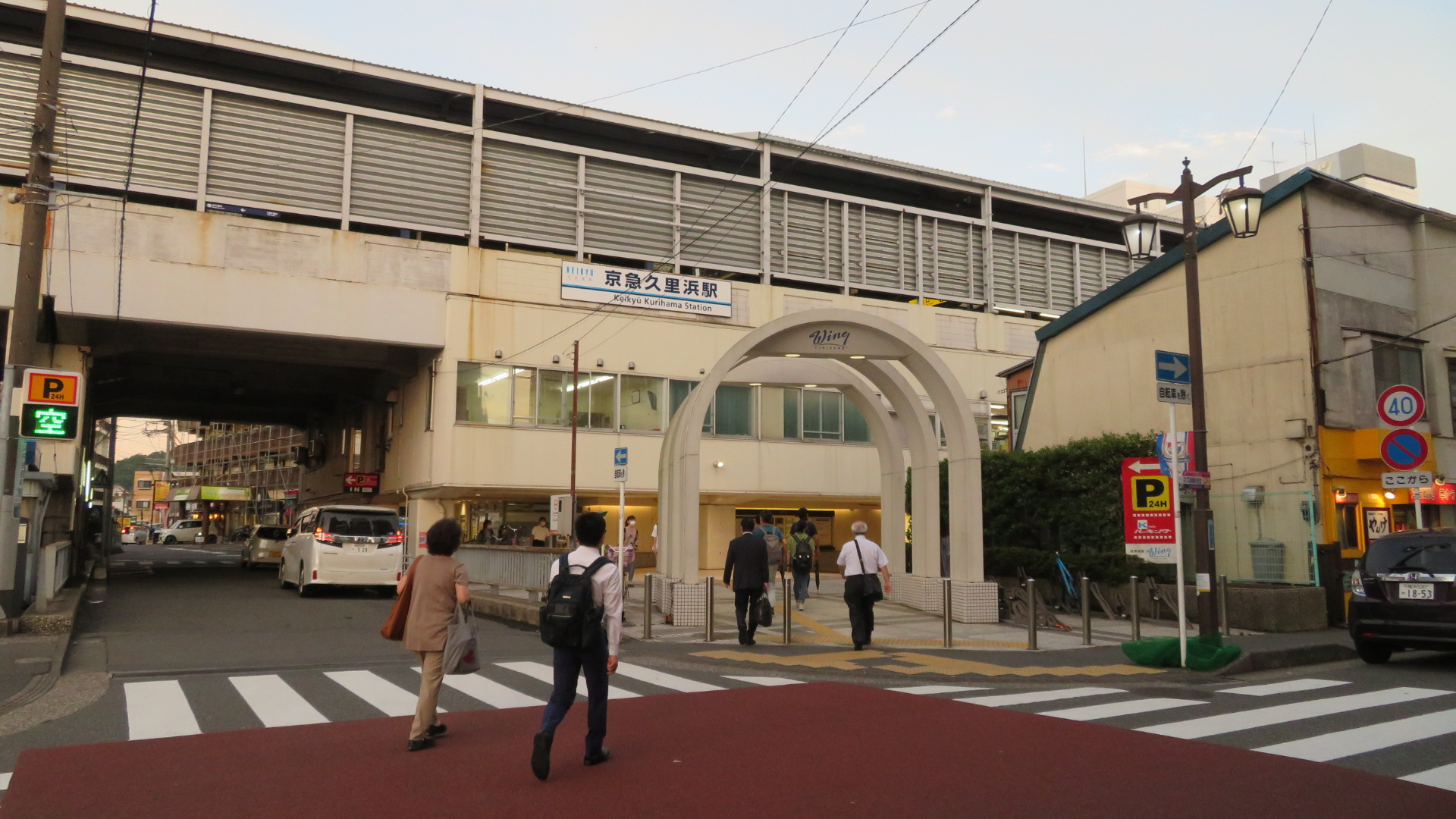
北方的西口（2020年6月）
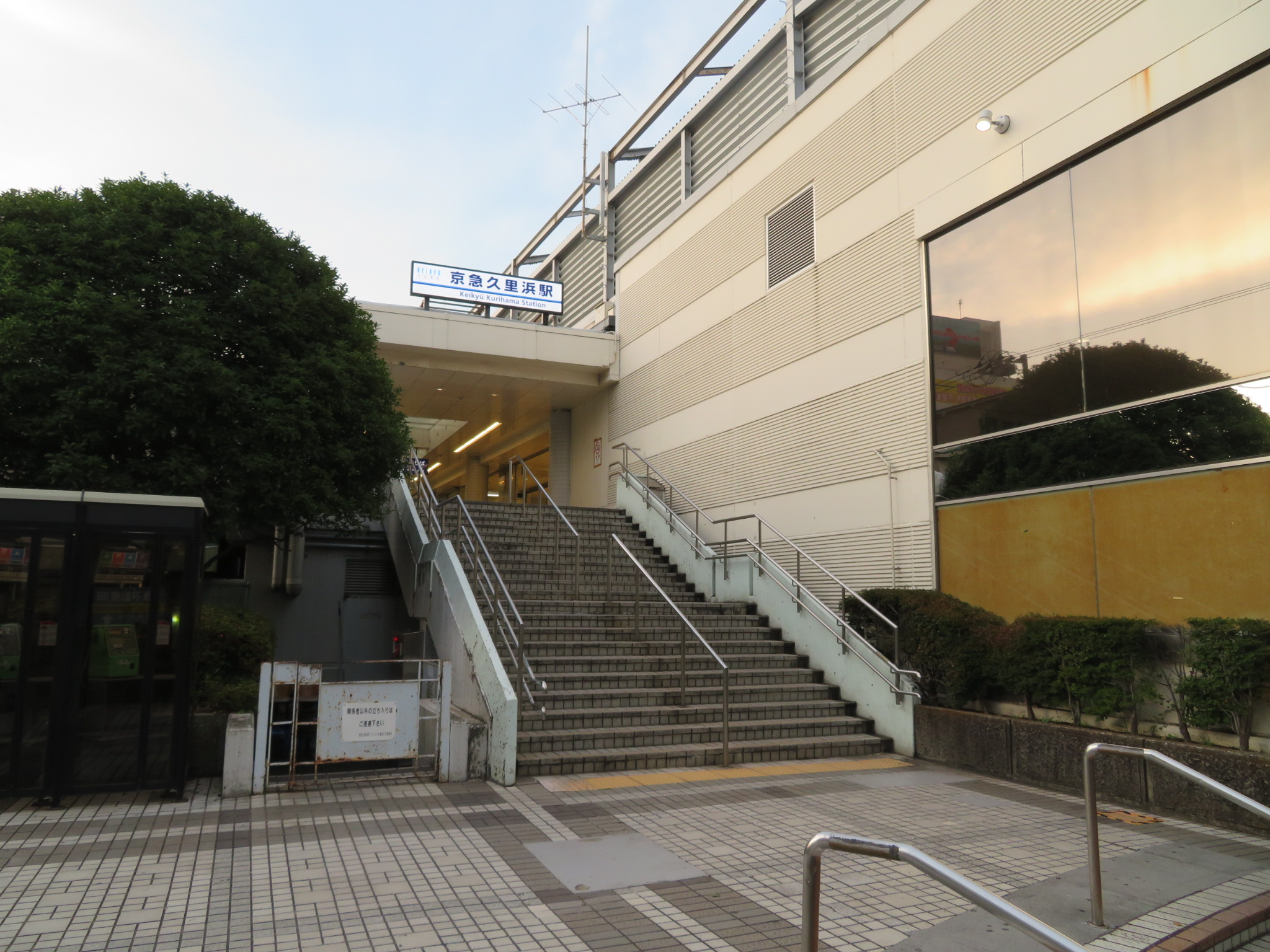
南方的西口（2020年6月）
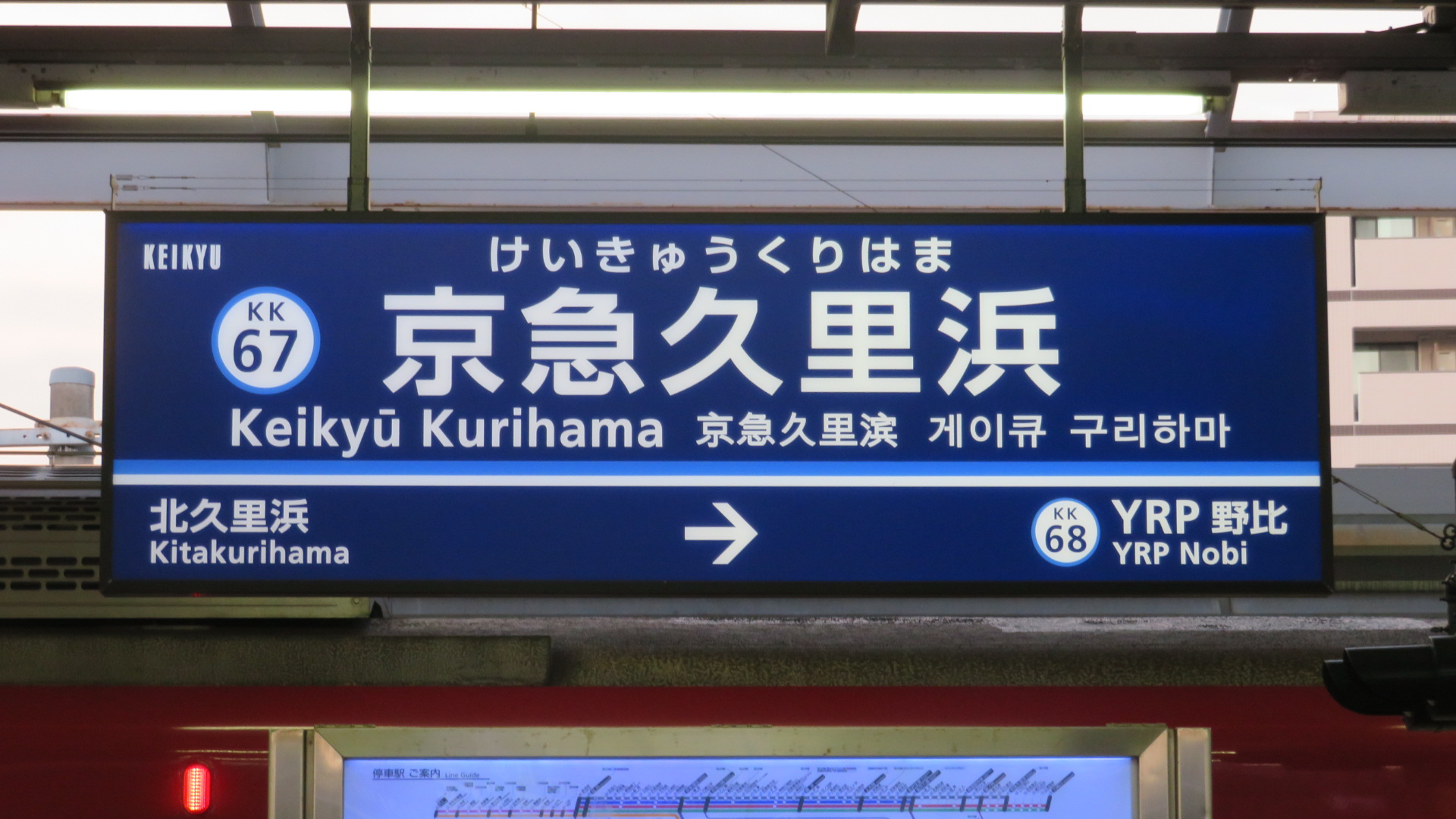
站名標記（2020年6月）

### 月台配置
| 月台 | 路線     | 方向 | 目的地                           |
| ---- | -------- | ---- | -------------------------------- |
| 1、2 | 久里濱線 | 下行 | 三浦海岸、三崎口方向             |
| 3、4 | 久里濱線 | 上行 | 橫須賀中央、橫濱、品川、新橋方向 |

### 進站音樂
2008年12月10日起，山口百惠樂曲《秋櫻》成為本站進站音樂。由於附近的觀光地「久里濱花之國」以波斯菊聞名，因此意指波斯菊的「秋櫻」獲選為進站音樂。

## 使用情況
2016年度1日平均上下車人次為44,083人，京急線全部72個車站當中排行第11位。其運量不僅是久里濱線內最多，在橫須賀市內也僅次於橫須賀中央站。另外，相比鄰近的東日本旅客鐵道（JR東日本）橫須賀線久里濱站（2014年度1日平均上車人次為6,798人），此站使用量高達3倍。
近年1日平均上下車人次與上車人次的推移如下表。
| 年度               | 1日平均 上下車人次 | 1日平均 上車人次 | 來源     |
| ------------------ | ------------------ | ---------------- | -------- |
| 1995年（平成07年） |                    | 25,301           | [ * 1 ]  |
| 1998年（平成10年） |                    | 23,608           | [ * 2 ]  |
| 1999年（平成11年） |                    | 23,210           | [ * 3 ]  |
| 2000年（平成12年） |                    | 22,691           | [ * 3 ]  |
| 2001年（平成13年） |                    | 22,265           | [ * 4 ]  |
| 2002年（平成14年） | 43,987             | 22,015           | [ * 5 ]  |
| 2003年（平成15年） | 45,028             | 22,309           | [ * 6 ]  |
| 2004年（平成16年） | 43,961             | 21,802           | [ * 7 ]  |
| 2005年（平成17年） | 44,017             | 21,838           | [ * 8 ]  |
| 2006年（平成18年） | 43,882             | 21,780           | [ * 9 ]  |
| 2007年（平成19年） | 43,749             | 21,664           | [ * 10 ] |
| 2008年（平成20年） | 44,842             | 22,185           | [ * 11 ] |
| 2009年（平成21年） | 44,711             | 22,098           | [ * 12 ] |
| 2010年（平成22年） | 44,158             | 21,784           | [ * 13 ] |
| 2011年（平成23年） | 43,949             | 21,648           | [ * 14 ] |
| 2012年（平成24年） | 43,823             | 21,617           | [ * 15 ] |
| 2013年（平成25年） | 44,029             | 21,706           | [ * 16 ] |
| 2014年（平成26年） | 43,004             | 21,181           | [ * 17 ] |
| 2015年（平成27年） | 43,608             | 21,435           | [ * 18 ] |
| 2016年（平成28年） | 44,083             |                  |          |

## 車站周邊
周邊是平坦的聚落。
- 橫須賀線久里濱站 - 2008年3月15日起發售連絡定期券[11]。
- 培理公園（日语：ペリー公園）、培理紀念館
- 神明公園
- 久里濱花之國（日语：くりはま花の国）
- 久里濱港 - 有東京灣渡輪（日语：東京湾フェリー）、東海汽船（日语：東海汽船）等航線。
- 防衛裝備廳艦艇裝備研究所久里濱地區
- 陸上自衛隊久里濱駐屯地（日语：久里浜駐屯地）
- 國土技術政策綜合研究所（日语：国土技術政策総合研究所）橫須賀廳舍
- 獨立行政法人港灣空港技術研究所（日语：港湾空港技術研究所）
- 橫濱刑務所橫須賀刑務支所（日语：横浜刑務所横須賀刑務支所）
- 久里濱少年院（日语：久里浜少年院）
- 橫須賀市役所久里濱行政中心
  - 橫須賀市久里濱社區中心
- 橫須賀市教育研究所
- 橫須賀市立南圖書館
- 橫須賀市南體育會館
- 橫須賀市立橫須賀綜合高等學校（日语：横須賀市立横須賀総合高等学校）
- 橫須賀市立久里浜小學校（日语：横須賀市立久里浜小学校）
- 橫須賀市立神明小學校（日语：横須賀市立神明小学校）
- 橫須賀市立明濱小學校（日语：横須賀市立明浜小学校）

- 橫須賀市立久里濱中學校（日语：横須賀市立久里浜中学校）
- 橫須賀市立神明中學校（日语：横須賀市立神明中学校）
- 國道134號（久里濱街道）
- 平作川（日语：平作川）
- 久里濱郵便局（日语：久里浜郵便局）
- JVC建伍
  - 久里濱技術中心
  - 橫須賀工廠
- 日清OilliO（日语：日清オイリオグループ）久里濱研究所
- 小松NTC（日语：コマツNTC）技術中心
- 尼康橫須賀製作所
- YAMARIYA本社、橫須賀工場
- 山田電機Tecc Land久里濱店
- 東京電力橫須賀火力發電所（日语：横須賀火力発電所）
- Wing久里濱（日语：京急ショッピングセンター）
- 久里濱商店街（日语：久里浜商店街）
- 永旺橫須賀久里濱購物中心
  - 永旺久里濱店
  - 久里濱中央自動車學校
- 京急store（日语：京急ストア）久里濱店
- 京急Memorial（日语：京急メモリアル）久里濱齋場
- 京急中央交通（日语：京急中央交通）本社
- 京急fine-tec（日语：京急ファインテック）
- 京急store新久里濱店
- 東洋觀光（日语：東洋観光 (バス会社)）本社營業所

## 巴士路線

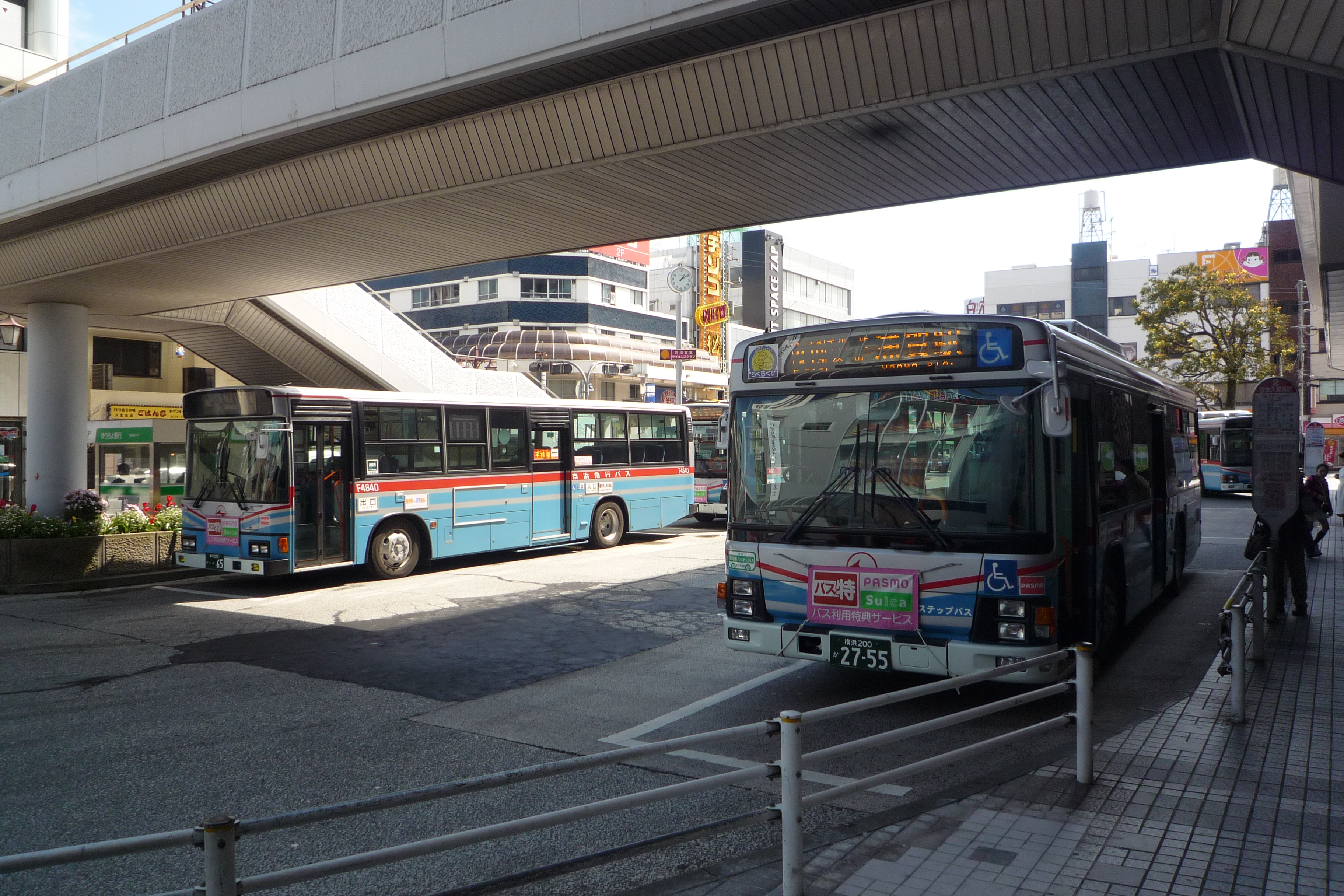
京急久里濱站東口巴士總站（2010年4月）

此地有京濱急行巴士、湘南京急巴士可搭乘。京急、JR雙方站前皆有巴士總站，是連結周邊住宅區、工業團地、久里濱港等的交通節點。

### 京急久里濱站
1 - 3號乘車處位於東口，4號乘車處位於西口。
1號乘車處
浦賀線 - 久比里坂、浦賀站方向
吉井団地線 - 湘南山手方向
2號乘車處
市內線 - 國立醫院機構久里濱醫療中心、東京灣渡輪（久里濱港）、長瀨、野比海岸方向
3號乘車處
Highland（ハイランド）線 - Highland、YRP野比站方向
市內線 - 往大作、YRP野比站
4號乘車處
工業團地線 - 久里濱工業團地、北久里濱站方向
YRP線 - YRP、通信研究所方向（急行）

### JR久里濱站

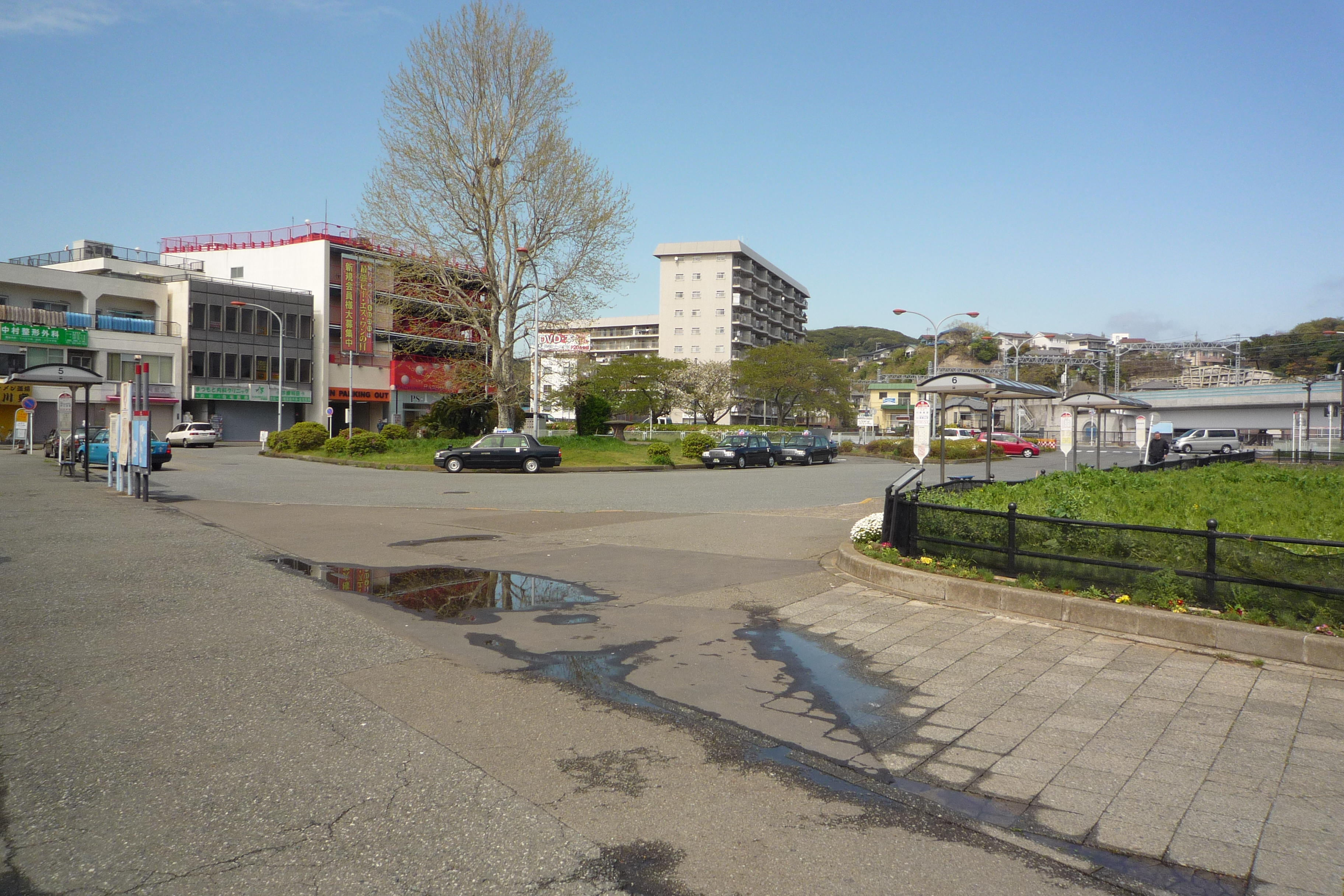
JR久里濱站巴士總站（2010年4月）

位於JR久里濱站前的巴士總站。有許多往京急久里濱站東口巴士總站的路線。
腳踏車停車場前乘車處
Highland線
5號乘車處
市內線
6號乘車處
浦賀線
吉井團地線
7號乘車處
衣笠線 - 五郎橋、衣笠十字路、衣笠站方向
森崎線 - 北久里濱站、市立高校前、衣笠十字路方向
岩戶線 - 北久里濱站、岩戶團地、YRP野比站方向

## 相鄰車站
京濱急行電鐵
 久里濱線
□早晨翼號
通過
□京急翼號（堀之內站以南為各站停車）
北久里濱（KK66）→京急久里濱（KK67）→YRP野比（KK68）
■快特、■特急（金澤文庫站以北為快特）、■特急（堀之內站以南為各站停車）
北久里濱（KK66）－京急久里濱（KK67）－YRP野比（KK68）
■普通
北久里濱（KK66）－京急久里濱（KK67）

## 外部連結
- 京急久里濱站（各站資訊） - 京濱急行電鐵